# Georg Schmiele
Georg Schmiele (* 1855; † 3. März 1895 auf der Reede von Batavia, Niederländisch-Indien) war ein deutscher Kolonialbeamter und Landeshauptmann der Neuguinea-Kompagnie in Deutsch-Neuguinea.
Schmiele trat 1886 als Gerichtsassessor in den Dienst der Neuguinea-Kompagnie. 1890 wurde er Kanzler beim Kaiserlichen Kommissariat von Neuguinea. Als solcher leitete er mehrere Strafexpeditionen im Bismarckarchipel. Als 1892 die Verwaltung des Schutzgebietes vorübergehend zurück an die Neuguinea-Kompagnie übertragen wurde, übernahm Schmiele am 1. September das Amt des Landeshauptmanns, das er bis zu seinem Tod innehatte.
Ein Streit um angeblich vorschriftswidriges Verhalten mit Paul Kolbe, dem Stationsvorsteher für den östlichen Verwaltungsbezirk des Schutzgebiets, eskalierte 1894 zu einer Duellforderung seitens Kolbe. Eine Eheschließung zwischen Kolbe und der Halbsamoanerin Emma Forsayth wurde von Schmiele etwa gleichzeitig unterbunden. Da Schmiele der Forderung Kolbes nicht nachkam, bezeichnete dieser ihn vor Zeugen als Feigling und schlug mit einem Reitstock nach ihm. Daraufhin sah Schmiele sich gezwungen, die Forderung anzunehmen.
Auf einer Reise nach Deutschland, unter anderem um eine amtliche Genehmigung für das Duell einzuholen, starb Schmiele am 3. März 1895 an Bord des Reichspostdampfers Lübeck auf der Reede von Batavia.